# إيسبيرا
بلدية إيسبيرا (بالإسبانية: Espera)، هي إحدى بلديات مقاطعة قادس, التي تقع في منطقة الأندلس جنوب إسبانيا.
يبلغ عدد سكانها 3.945 نسمة وفقاً لإحصائية سنة (2002).